# 同志社大学神学部

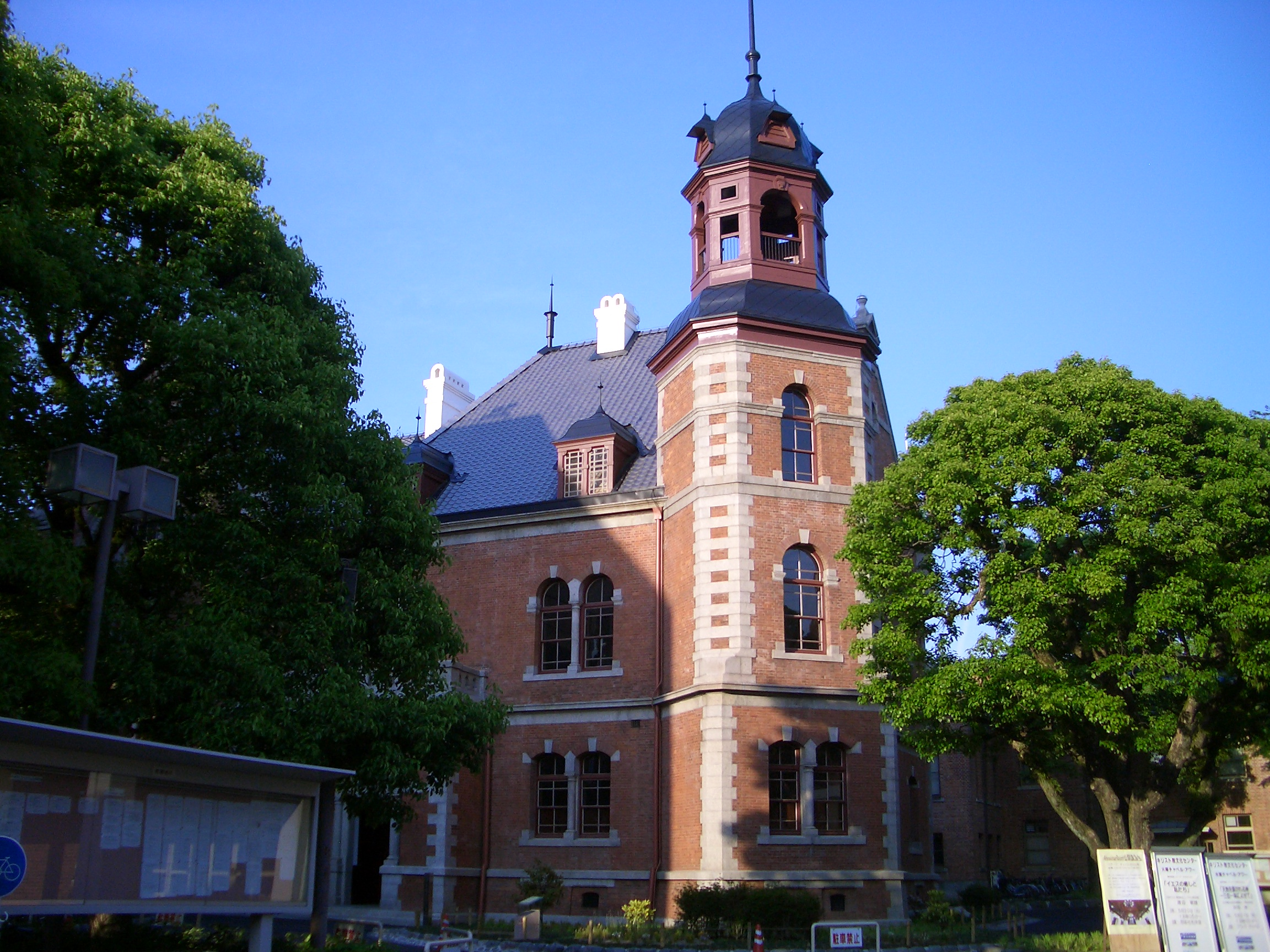
クラーク記念館（旧神学館）

同志社大学神学部（どうししゃだいがくしんがくぶ、英称:School of Theology）は、同志社大学に設置される神学部である。

## 概要
同志社大学神学部は1876年に開設された同志社英学校余科を源流とし、1947年に旧制神学部、翌年新制神学部として設立された。
教育研究目的として、校祖新島襄が掲げた「キリスト教主義」「自由主義」「国際主義」に基づいて神学の教育研究を行い、「良心を手腕に運用する人物」を育成することを掲げている。日本基督教団認可神学校だが、キリスト教のみならずユダヤ教やイスラム教をも学ぶことができる。
神学部内基督教研究会から学術雑誌『基督教研究』が年2回刊行されている。
卒業後の進路は多岐にわたり、一般企業のほか牧師やキリスト教主義学校の教師、福祉施設やソーシャルワーカー、カウンセラーといった社会事業で活躍する人材を多く輩出している。

## 沿革
- 1875年 - 官許同志社英学校開校[3]。

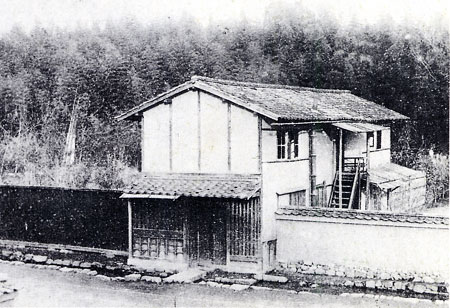
同志社英学校三十番教室

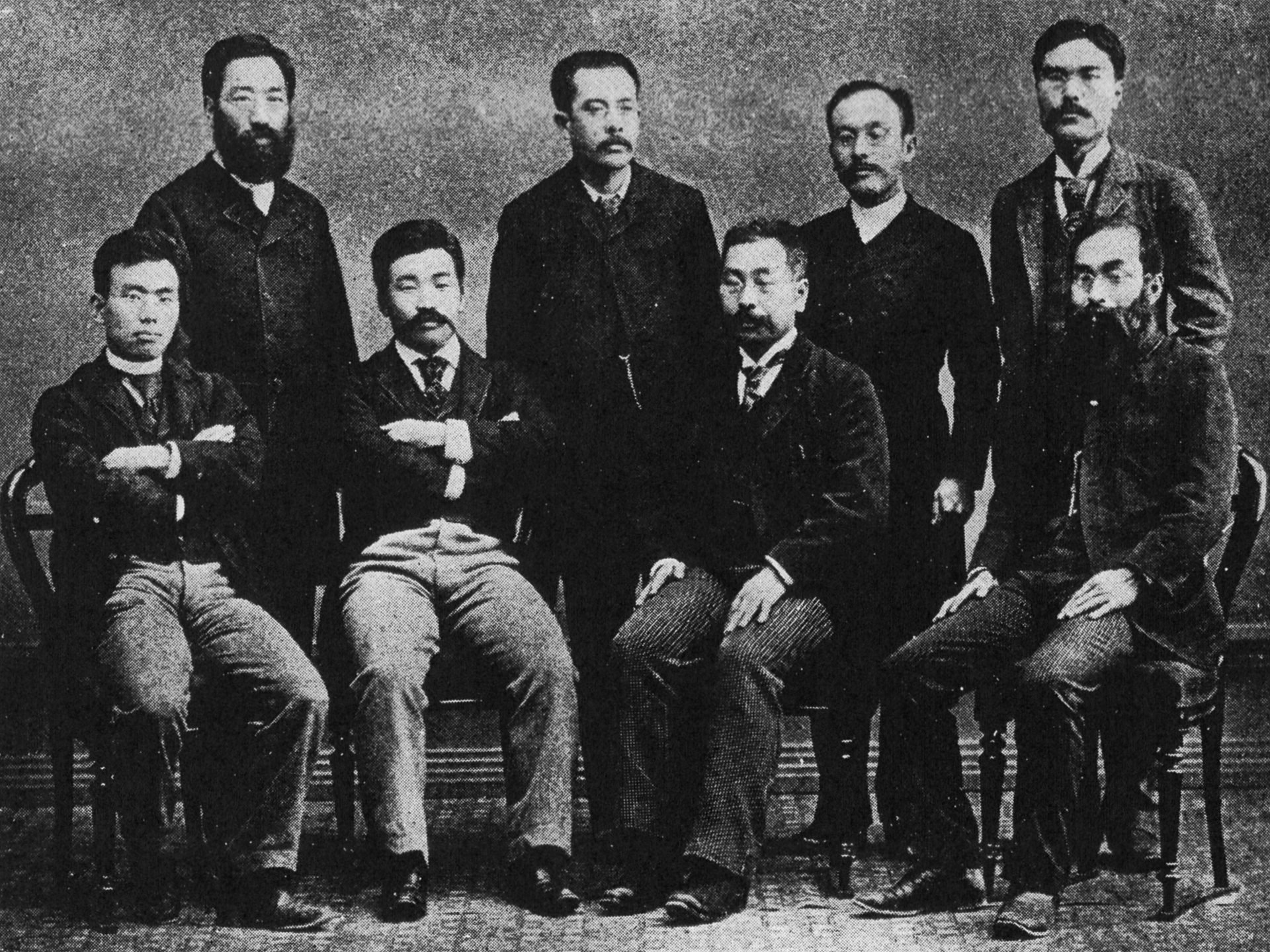
熊本バンド有志（1892年、前列左端から下村孝太郎、市原盛宏、小崎弘道、宮川経輝、後列左端から海老名弾正、横井時雄、不破唯次郎、森田久萬人）

- 1876年 - 熊本バンドと呼ばれる一団が入学[3]。英学校に余科を併置[1]。
- 1879年 - 第1回卒業式を挙行[注釈 1][9]。
- 1880年 - 速成神学科を設置[10]。
- 1882年 - 余科内に特別科を設置[10]。
- 1884年 - 同志社でリバイバルが起こる[11]。
- 1886年 - 余科を廃し、神学専門科（英語神学科・邦語神学科）を設置[12]。
- 1888年 - 同志社大学設立の旨意を公表[3]。同志社学院神学部を設置[12]。
- 1889年 - 同志社学院神学部を同志社神学校と改称[12]。
- 1891年 - 『同志社神学叢書』刊行（1895年の第8輯まで）[13]。
- 1893年 - 神学校内に宗教博物館を設置[14]。
- 1894年 - 神学館（現・クラーク記念館）献堂式挙行[3]。
- 1896年 - アメリカン・ボードとの関係悪化により外国人宣教師団が同志社から引き上げる[15]（1900年復帰）[16]。
- 1904年 - 専門学校令による同志社神学校を設置[3]。
- 1912年 - 専門学校令による同志社大学神学部を設置[3]。
- 1920年 - 大学令による同志社大学文学部神学科を設置[注釈 2][17]。
- 1922年 - 専門学校令による同志社大学神学部を同志社専門学校神学部に改称再編[3]。
- 1923年 - 『基督教研究』創刊[18]。
- 1926年 - 文学部神学科に神学専攻、倫理学専攻を設置[19]。
- 1931年 - 文学部神学科に社会事業学専攻を設置[20]。
- 1933年 - 同志社大学社会事業学会成立[21]。
- 1937年 - 専門学校神学部廃止（文学部神学科は存続）[22]。
- 1940年 - 文学部神学科が日本基督教団認定神学校となる[23]。
- 1941年 - 倫理学専攻と社会事業学専攻を神学科から分離[24]。
- 1943年 - 同志社大学神学教育後援会を結成[25]。文学部神学科が日本西部神学校への合流を求められるもこれを拒否[26]。
- 1944年 - 文学部と法学部を統合し、法文学部に縮小（神学科は存続）[27]。
- 1945年 - 日本神学研究会を開催[28]。
- 1946年 - 法文学部を法経学部と文学部に再分離[3]。
- 1947年 - 文学部神学科から旧制神学部へ改組[2][3]。
- 1948年 - 新制同志社大学神学部設置[3]。
- 1949年 - 旧制神学部に神学博士の学位論文審査権を認可[29]。スイスの神学者ブルンナー来校[30]。
- 1950年 - 大学院修士課程神学研究科を開設[31]。
- 1953年 - 大学院博士課程神学研究科を開設[32]
- 1963年 - 現神学館竣工。それまでの神学館をクラーク記念館と改称[33]。
- 1964年 - 学生寮の入寮資格をめぐって神学部教授会と寮生が対立[34]。
- 1969年 - 神学部自治会が神学館を封鎖。他学部の封鎖解除後も神学部の授業再開は遅れた[35]。
- 1986年 - 田辺校地（現・京田辺校地）開校[3]。
- 1999年 - 神学部神学科と明示される[36]。
- 2005年 - 大学院博士課程に一神教学際研究コースを設置[36]。
- 2009年 - 神学部の学修校地を今出川校地へ統合[3]。

## 学科
- 神学科[37]
  - 入学定員63人[37]

## 校舎
- 神学館

1963年竣工。設計：奈良信建築設計事務所、施工：ミラノ工務店、建設費：1億3,000万円、延床面積：2,929m2、地上4階、地下1階建て。1階に事務室と会議室、2階に神学部図書室と中教室、3階に礼拝堂と小教室、4階に研究室が設けられている。
- クラーク記念館（旧神学館）

1894年竣工。設計：リヒャルト・ゼール、施工：小島佐兵衛。現在の神学館の完成により「クラーク記念館」と改称され、2024年現在は教室のほかキリスト教文化センターとクラークチャペルが設けられている。

## 交通アクセス
今出川キャンパス
所在地：京都市上京区今出川通り烏丸東入
- 地下鉄烏丸線「今出川駅」から徒歩1分

- 京阪電車「出町柳駅」から徒歩15分

- バス停「烏丸今出川」から徒歩1分